# 마리아 포드

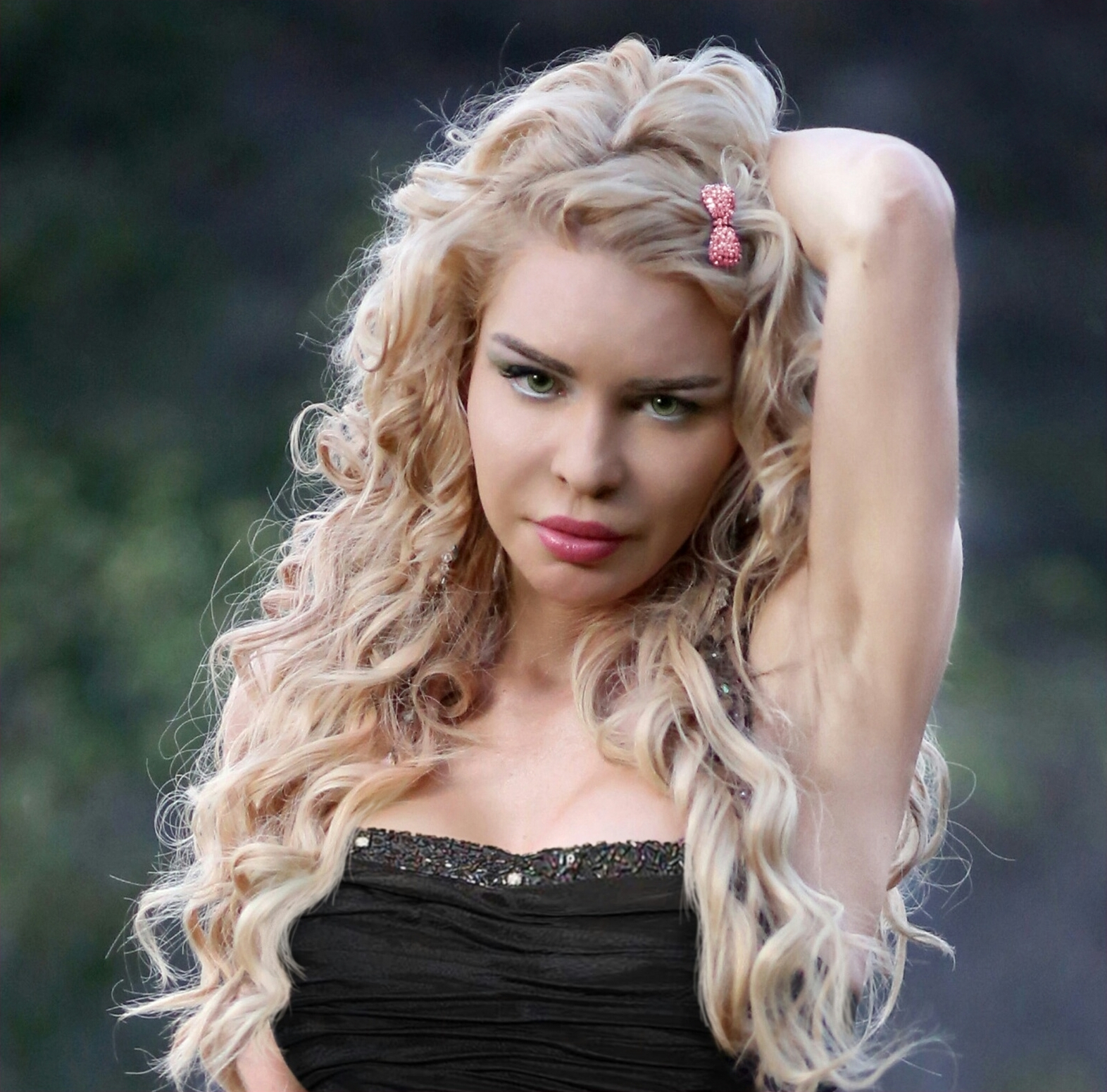

마리아 포드(Maria Ford, 1966년 10월 10일 ~ )는 미국의 배우, 무용가이다.
콜로라도주에서 태어났다.

## 영화
- 베토벤스 빅 브레이크 (2008년) - 엔그리 네이버 역
- The Perfect Holiday (2007)
- 더 키 투 섹스 (1998년)
- 꼬마 유령 캐스퍼 3 - 캐스퍼와 웬디 (1998년)
- 아담스 패밀리 3 (1998년)
- 퓨쳐 피어 (1997년)
- 쇼걸 머더 (1996년)
- 글래스 케이지 (1996년)
- 하드 러너 (1996년)
- 머신 건 블루스 (1996년)
- 핫라인 (1996년)
- 플래닛 (1996, Dark Planet)
- 에이리언 터미네이터 (1995년)
- 신아마조네스 (1995년) - 마들린 역
- 나이트 헌터 (1995년)
- 딜린저 앤 카포네 (1995년)
- 스트립티저 (1995년) - 크리스티나 역
- 엔젤 오브 디스트럭션 (1994년)
- 원죄적 본능 2 (1994년)
- 링 오브 파이어 2 (1993년)
- 공포의 집 2 (1993년)
- 욕망의 심판 (1992년)
- 링 오브 파이어 (1991년)
- 여름날 파티에서 대학살 3 (1990년)
- 데스스토커 4 (1990년)
- 화려한 유혹 (1990년)
- 비의 광시곡 (1990년)
- 저주의 유혹 (1989년)
- 스트립 투 킬 2 (1989년)
- 죽음의 붉은 마스크 (1989년)
- 테크닉 (1985년)